# Wereld open schaken 2005
De 33e Wereld open schaken 2005 dat van 30 juni tot en met 4 juli 2005 in Philadelphia verspeeld werd, werd gewonnen door de Poolse grootmeester Kamil Mitoń met 7.5 punt uit negen ronden. De Indische internationaal meester Magesh Chandran Panchanathan (hij werd GM in 2006) eindigde met 7.5 punt op de tweede plaats na de tie-break en de Amerikaanse grootmeester Hikaru Nakamura werd met zeven punten derde. Er waren nog drie deelnemers met zeven punten t.w. Ildar Ibragimov, Varuzhan Akobian en Chanda Sandipan. Op de zevende plaats eindigde Alexander Onitsjoek met 6.5 punt welk aantal ook behaald werd door Alexander Shabalov, Sergey Kudrin en Surya Shekhar Ganguly die respectievelijk achtste, negende en tiende werden.